# Adulis (piralídeos)
Adulis (Crambidae) é um gênero de mariposa pertencente à família Crambidae.